# Allen (Oklahoma)
Allen é uma cidade  localizada no estado norte-americano de Oklahoma, no Condado de Hughes e Condado de Pontotoc.

## Demografia
Segundo o censo norte-americano de 2000, a sua população era de 951 habitantes. 
Em 2006, foi estimada uma população de 960, um aumento de 9 (0.9%).

## Geografia
De acordo com o United States Census Bureau tem uma área de 
2,4 km², dos quais 2,4 km² cobertos por terra e 0,0 km² cobertos por água. Allen localiza-se a aproximadamente 265 m acima do nível do mar.

## Localidades na vizinhança
O diagrama seguinte representa as localidades num raio de 20 km ao redor de Allen. 